# Le Jouet criminel
Pour les articles homonymes, voir Le Jouet (homonymie).
Pour plus de détails, voir Fiche technique et Distribution.
Le Jouet criminel (Il giocattolo criminale) est un court métrage français réalisé par Adolfo Arrieta, sorti en 1969.

## Synopsis
Un homme suit une jeune femme à travers les bois et les rues. Adolfo Arrieta filme son inquiétant trajet solitaire.

## Fiche technique
- Réalisateur : Adolfo Arrieta
- Scénario, photographie et Montage : Adolfo Arrieta
- Musique de Gustav Mahler
- Durée : 37 min
- Format : court métrage en 16 mm noir et blanc
- Son : optique
- Langue : français
- Distribution : Cinédoc Paris Films Coop
- Genre : cinéma expérimental
- Pays de production :  France,  Espagne
- Date de sortie :
  - France : 10 janvier 1969

## Distribution
- Jean Marais : l'homme
- Michèle Moretti : la femme qui court
- Xavier Grandes : l'ange
- Florence Delay : la femme au foyer
- Philippe Bruneau : le mari de la femme au foyer
- Sylvain Godet
- André Julien
- Jean-Charles Tisson

## Autour du film
Surveillance, enlèvements, ange avec une arme à feu. Dans un jeu qui ne finit jamais, personne n'est vraiment ce qu'il semble être. Un couple déguise un enfant en costume d'ange, avec un halo et des ailes de carton, et un ami lui offre un pistolet pour jouer.
"Son film le plus curieux sans doute, où déambule un Jean Marais en noir et blanc en une suite de séquences, chacune comme un rêve dont on ne sort que pour retomber dans un autre. "Quand je fais un film, j'ai un sentiment total d'absurde" déclarait" Arrieta à la revue Melba (n°4/5).
D. Willoughby, MBXA, 19/11/79.
Son langage cinématographique est très poétique, mis à part les conventions narratives, ce qui le rapproche du cinéma de Jean Cocteau.